# Antoine Nguyên Van Thien
Antonio Nguyên Van Thien, (Cái Cồn, 13 de março de 1906 - Paris, 13 de maio de 2012) foi um bispo católico vietnamita, era bispo-titular da Diocese de Spello.

## Biografia
Nascido em 13 de março de 1906 na Indochina Francesa, foi ordenado sacerdote em 20 de fevereiro de 1932, com 25 anos de idade. Em 1960, foi consagrado bispo de Vinh Long.
Dom  Antonio participou como padre conciliar em todas as quatro sessões do Concílio Vaticano II. Em 1968, foi nomeado bispo-titular de Spello.
Foi o bispo católico mais velho do mundo com 106 anos até o momento de sua morte, que ocorreu em 13 de maio de 2012.

## Successão apostólica
- Patriarca Yousef II Emmanuel II Thomas
- Bispo François David
- Arcebispo Antonin-Fernand Drapier
- Arcebispo Pierre Martin Ngô Đình Thục
- Bispo Antoine Nguyên Van Thien